# Ľubiša
Ľubiša (węg. Szerelmes) – słowacka wieś i gmina (obec) w powiecie Humenné, w kraju preszowskim.

## Historia
W historycznych zapisach pierwsza wzmianka o wsi miała miejsce w 1410 roku, nosiła ona wtedy nazwę Libiso.